# Путь (топология)

Точка, перемещённая из A в B в пространстве R².
Однако другие пути могут проходить то же самое множество точек.

В математике путь в топологическом пространстве X — это непрерывное отображение f из единичного отрезка I = [0,1] в X
f : I → X.
Начальной точкой пути является f(0), а конечной точкой — f(1). Часто говорят о «пути из x в y», где x и y — начальная и конечная точки пути. Заметим, что путь — это не просто подмножество X, которое «выглядит как» кривая, он также включает параметризацию. Например, отображение f(x) = x и g(x) = x2 представляют два различных пути от 0 до 1 на вещественной прямой.
Петля в пространствe X с базовой точкой x ∈ X — это путь из x в x. Петля может также быть определена как отображение f : I → X с f(0) = f(1) или как непрерывное отображение единичной окружности S1 в X
f : S1 → X.
Последнее вытекает из того, что S1 можно считать факторпространством I при отождествлении 0 с 1. Множество всех петель в X образует пространство, называемое пространством петель пространства X.
Топологическое пространство, в котором существует путь, соединяющий любые две точки, называется линейно связанным. Любое пространство можно разбить на множество линейно связанных компонент. Множество линейно связанных компонент пространства X часто обозначается π0(X);.
Можно также определить пути и петли в пунктированных пространствах, которые являются важными в теории гомотопий. Если X является топологическим пространством с выделенной точкой x0, то путь в X — это путь, начальной точкой которого является x0. Подобным образом петля в X — это петля в точке x0.

## Гомотопия путей

Гомотопия между двумя путями.

Пути и петли являются центральными объектами изучения ветви алгебраической топологии, называемой теории гомотопий. Гомотопия путей делает точным понятие непрерывной деформации пути при сохранении концов пути.
В частности, гомотопия путей в X — это семейство путей ft : I → X индексированных по I, таких что
- ft(0) = x0 и ft(1) = x1 фиксированы.
- отображение F : I × I → X, заданное F(s, t) = ft(s) является непрерывным.

Говорят, что пути f0 и f1 гомотопны (или, точнее, линейно-гомотопны), если они связаны гомотопией. Можно аналогичным образом определить гомотопию петель, сохраняющую базовую точку.
Отношение гомотопии является отношением эквивалентности путей в топологическом пространстве. Класс эквивалентности пути f при этом отношении называется классом гомотопии f, и часто обозначается [f].

## Композиция путей
Можно образовать композицию путей в топологическом пространстве очевидным образом. Пусть f — путь из x в y, а g — путь из y в z. Путь fg определяется как путь, получаемый сначала проходом f, а затем g:
{\displaystyle fg(s)={\begin{cases}f(2s)&0\leq s\leq {\frac {1}{2}}\\g(2s-1)&{\frac {1}{2}}\leq s\leq 1.\end{cases}}}
Ясно, что композиция путей определена только в случае, когда конечная точка f совпадает с начальной точкой g. Если рассматривать петли в точке x0, то композиция путей является бинарной операцией.
Композиция путей, если она определена, не является ассоциативной операцией ввиду различия в параметризации. Однако она является ассоциативной с точностю до гомотопии. То есть [(fg)h] = [f(gh)]. Композиция путей определяет структуру группы на множестве гомотопных классов петель в X с базовой точкой x0. Результирующая группа называется фундаментальной группой X с отмеченной точкой x0 и обычно обозначается π1(X,x0).
Можно определить путь в X как непрерывное отображение интервала [0,a] в X для любого вещественного a ≥ 0. Путь f этого вида имеет длину |f|, определяемую как a. Композиция путей тогда определяется, как и прежде, со следующим изменением:
{\displaystyle fg(s)={\begin{cases}f(s)&0\leq s\leq |f|\\g(s-|f|)&|f|\leq s\leq |f|+|g|\end{cases}}}
В то время как в предыдущем определении f, g и fg имеют длину 1, данное определение даёт |fg| = |f| + |g|. Что в прежнем определении приводило к нарушению ассоциативности, так то, что хотя (fg)h и f(gh) имели одну длину, а именно 1, средняя точка (fg)h оказывалась между g и h, в то время как средняя точка f(gh) оказывалась между f и g. В модифицированном определении (fg)h и f(gh) имеют одинаковую длину, а именно |f|+|g|+|h|, и те же самые средние точки, находящиеся в (|f|+|g|+|h|)/2, как для (fg)h, так и для f(gh). И даже они имеет одну и ту же параметризацию.

## Фундаментальный группоид
Любое топологическое пространство X даёт начало категории, объектами которой являются точки X, а морфизмами являются классы гомотопии путей. Поскольку любой морфизм в этой категории является изоморфизмом, эта категория является группоидом, называемым фундаментальным группоидом X. Петли в этой категории являются эндоморфизмами (все они на самом деле являются автоморфизмами). Группа автоморфизмов точки x0 в X — это просто фундаментальная группа в X. Можно определить фундаментальный группоид на любом подмножестве A в X, используя классы гомотопий путей, соединяющих точки в A.